# ستايسي بريدغز
ستايسي بريدغز (بالإنجليزية: Stacey Bridges)‏ هي لاعبة اتحاد الرغبي أمريكية، ولدت في 23 أبريل 1988 في واكو في الولايات المتحدة.